# Раджи
Раджи (Раджа) — бенгальский тигр из коллекции Московского зоопарка 1925—1931 гг.

## Биография
Родился на воле в джунглях Индии, взрослым пойман охотниками зимой 1924/1925 годов, привезён в СССР и подарен в столичный зоосад, став одним из первых экзотических зверей, пополнивших его коллекцию после разрухи революционных лет. «Бенгальские тигры вообще свирепее уссурийских, но Раджи, пойманный только в конце января 25 г. был особенно зол, — отмечала в 1925 году в своих записях 17-летняя кюбзовка Вера Чаплина. — …Когда Раджи везли с вокзала, около него собралось очень много публики и извозчиков с лошадьми. Народ боялся подходить близко к клетке, но потом решили, что он ручной и, подойдя вплотную, начали его дразнить. Раджи не вытерпел и рявкнул, но так сильно, что лошади и люди, стоявшие около него, исчезли, а он, полный достоинства, лёг».
Первое же появление бенгальского тигра в зоосаде показало его необычайно агрессивный характер. Сначала Раджи затаился в транспортном ящике, приставленном к его новой клетке. «Служитель уже взял крейцер, чтобы поторопить зверя, как он вдруг неожиданно, одним прыжком вскочил в клетку и тут же, резко повернувшись, со злобным рёвом бросился на решётку. Все невольно отшатнулись, а тигр с какой-то неукротимой яростью бросался на решётку ещё, ещё и ещё… Решётка сотрясалась от ударов его могучих лап, а на губах зверя показалась кровавая пена». Чтобы дать зверю успокоиться, всех сотрудников вывели из помещения, а дежурить ночью оставили Чаплину. «Около клетки Раджи свисала на шнуре яркая лампа, и я могла хорошо разглядеть тигра. Самыми интересными мне показались его глаза. Они были совсем не такие, как у остальных львов и тигров, которые жили в Зоопарке. У тех зверей глаза были коричневатые, а у Раджи светлые, будто янтарь. Глаза этого тигра невольно обращали на себя внимание и придавали ему выражение какой-то неукротимой свирепости». И в то же время в поведении Раджи улавливалась оборотная сторона его злобы: «…некоторое время он стоял не шевелясь, будто к чему-то прислушиваясь, потом вытянул голову и громко, протяжно мяукнул. До этого я много раз слышала мяуканье тигра, но такого тоскливого — никогда. „У-аа-у, у-аа-у“, — казалось, не мяукал, а стонал он, глядя куда-то мимо решётки, в пространство… Его голос всегда можно было отличить от голосов других тигров, — столько в нём было тоски».
«Отличительные черты Раджи — это его мрачность, злоба и ненависть к людям, — вспоминала 10 лет спустя другая кюбзовка Елена Румянцева. — И на вид он такой же мрачный, как его характер. Это громадный бенгальский тигр с короткой и тусклой шерстью темного окраса, как будто шкура его запачкана в золе». По утверждению П. А. Мантейфеля, в те годы заместителя директора зоопарка по научной части, «колоссальный» Раджи был тигром-людоедом. «За несколько лет жизни в Московском зоопарке Раджа ни разу не почувствовал желания подружиться с людьми. Многие пытались добиться его расположения, подходили к нему ежедневно или даже по нескольку раз в день и разговаривали с ним. Но на все эти заискивания Раджа отвечал рычанием, а если человек слишком докучал ему, бросался на решетку. Все люди были для него врагами».
Впрочем, не все сотрудники зоопарка заискивали перед свирепым Раджи. В своих «Заметках натуралиста» (1961) П. А. Мантейфель приводит любопытный эпизод, связанный с необходимостью сделать Раджи, казалось бы, элементарную ветеринарную операцию — подрезку чрезмерно отросших когтей. Но для злобного и могучего тигра пришлось соорудить специальную особо укрепленную операционную клетку. «Прижатый подвижной, на винтах, боковой стенкой, он пытался освободиться, в ярости схватил толстую дубовую стойку клетки зубами и перекусил её как спичку. По команде ветеринарного врача П. М. Иловайского несколько человек вытащили ремнём лапу тигра из клетки. Большими хирургическими клещами, спокойно попыхивая своей неизменной трубочкой, Петр Маркелович умело подрезал когти, несмотря на грозный рёв зверя, от которого дрожали потолки. Никто никогда не видел, чтобы этот замечательный убелённый сединами человек чему-нибудь удивился или кого-либо испугался. Подстригание когтей у Раджи было для него обычным, повседневным делом».
В своей злобной тоске Раджи игнорировал не только публику и работников зоопарка, но и соседей по клеткам — льва Манелика, аравийских леопардов Маруську и Ваську и большую семью уссурийского тигра Амура, поступившего 25 мая 1925 г. вместе с «женой» Зойкой, сыновьями Цезарем и Принцем, дочерьми Веркой, Надькой и Любкой. Даже к молодой персидской тигрице Терезе, подаренной Московскому зоосаду почти одновременно с ним, он был совершенно равнодушен.
Но в 1926 году в зоосад привезли бенгальскую тигрицу, по кличке Баядерка. Она отличалась яркостью окраса, к тому же была очень игрива. Сначала её поместили в клетку напротив угрюмого тигра, затем, когда заметили, что тигры ласково перефыркиваются, Баядерку пересадили рядом с Раджи, который после этого стал скучать гораздо меньше и заметно интересовался своей красивой соседкой. Некоторое время спустя её стали пускать к нему в клетку. «Звери очень сдружились. Их было трудно разлучить, даже на время кормёжки. Когда Баядерка находилась в своей клетке, то Раджи всегда ложился около самой дверцы. Если же они были вместе, то часто можно было наблюдать, как Баядерка вылизывает седую голову своего друга». О миролюбии грозного Раджи в отношениях с Баядеркой красноречиво свидетельствует запись, сделанная Чаплиной во время её дежурства во львятнике 27 января 1927 года: «…Раджи и Баядерка сидят по разным углам. Перед кормёжкой стали ходить вдоль решётки, причём, когда Р. нечаянно задел Б. она размахнулась и сильно ударила его лапой, на что он даже не зарычал».
Однако столь замечательное соседство для Раджи оказалось недолгим. Однажды Баядерка серьёзно заболела. Оснащение ветеринарного пункта в Московском зоопарке конца 1920-х оставляло желать лучшего, и все старания П. М. Иловайского спасти тигрицу не помогли. «Оставшись один, Раджи заскучал опять. Не только ночью, но и днём слышалось его тоскливое „уа-а-у“. По-видимому, он очень сильно тосковал по своей подруге, потому что часто подходил к дверце в её бывшую клетку, царапал её, заглядывал в щель, потом тяжело вздыхал и отходил в сторону. Вскоре в Зоопарк привезли ещё одну бенгальскую тигрицу. Её посадили в ту же клетку, где находилась когда-то Баядерка. Сначала Раджи как будто заинтересовался тигрицей. Обнюхал дверцу, за которой она находилась, но потом, даже не фыркнув, отошел в свой угол и лёг. Больше он к этой дверце не подходил, и сколько его не старались познакомить с новой тигрицей, ничего не вышло. Раджи так и остался верен своей бывшей подруге». Знаменитый бенгальский тигр умер 18 октября 1931 года.

## Герой литературных произведений
Вероятно, самый первый рассказ о тигре Раджи был написан сотрудницей Московского зоопарка и подругой Веры Чаплиной с кюбзовских времен Еленой Румянцевой, которая включила его в свою книгу очерков «Мои знакомые» (1935). Рассказ целиком посвящён описанию свирепого и мрачного характера тигра и в нём даже не упоминалась Баядерка.
У Веры Чаплиной тигр Раджи появляется среди персонажей её ранних рассказов, написанных в середине 1930-х по следам недавних событий: «Домовой в Московском зоопарке» (1935; его действие происходит в 1929 году) и «Лоська» (1937; описываются события лета — осени 1930 года). Но лишь в начале 1960-х — после выхода в свет посмертных «Заметок натуралиста» П. А. Мантейфеля с очерком «Подстригание когтей у тигра Раджи» — Чаплина берётся за рассказ, первые наброски к которому она сделала ещё в 1926 году, и целиком посвящает его столь памятному ей бенгальскому тигру. Рассказ «Раджи» вошел в окончательную версию главного цикла рассказов писательницы «Питомцы зоопарка» (1965), десятки раз издавался в России, переведён на английский язык.